# Rally de Alemania de 2018
El Rally de Alemania de 2018, oficialmente 36. ADAC Rallye Deutschland, fue la trigesimosexta edición y la novena ronda de la temporada 2018 del Campeonato Mundial de Rally. Se celebró del 16 al 19 de agosto y contó con un itinerario de 18 tramos sobre asfalto que sumaron un total de 325.76 km cronometrados. Fue también la novena ronda de los campeonatos WRC 2 y WRC 3.

## Lista de inscritos
| Pilotos principales                | Pilotos principales | Pilotos principales | Pilotos principales   | Pilotos principales         | Pilotos principales |
| Num.                               | Piloto              | Copiloto            | Coche                 | Equipo                      | Neumático           |
| ---------------------------------- | ------------------- | ------------------- | --------------------- | --------------------------- | ------------------- |
| 1                                  | Sébastien Ogier     | Julien Ingrassia    | Ford Fiesta WRC       | M-Sport Ford WRT            | M                   |
| 2                                  | Elfyn Evans         | Daniel Barritt      | Ford Fiesta WRC       | M-Sport Ford WRT            | M                   |
| 3                                  | Teemu Suninen       | Mikko Markkula      | Ford Fiesta WRC       | M-Sport Ford WRT            | M                   |
| 4                                  | Andreas Mikkelsen   | Anders Jæger        | Hyundai i20 Coupe WRC | Hyundai Shell Mobis WRT     | M                   |
| 5                                  | Thierry Neuville    | Nicolas Gilsoul     | Hyundai i20 Coupe WRC | Hyundai Shell Mobis WRT     | M                   |
| 6                                  | Dani Sordo          | Carlos del Barrio   | Hyundai i20 Coupe WRC | Hyundai Shell Mobis WRT     | M                   |
| 7                                  | Jari-Matti Latvala  | Miikka Anttila      | Toyota Yaris WRC      | Toyota Gazoo Racing WRT     | M                   |
| 8                                  | Ott Tänak           | Martin Järveoja     | Toyota Yaris WRC      | Toyota Gazoo Racing WRT     | M                   |
| 9                                  | Esapekka Lappi      | Janne Ferm          | Toyota Yaris WRC      | Toyota Gazoo Racing WRT     | M                   |
| 10                                 | Mads Østberg        | Torstein Eriksen    | Citroën C3 WRC        | Citroën Total Abu Dhabi WRT | M                   |
| 11                                 | Craig Breen         | Scott Martin        | Citroën C3 WRC        | Citroën Total Abu Dhabi WRT | M                   |
| 21                                 | Jourdan Serderidis  | Frédéric Miclotte   | Ford Fiesta WRC       | M-Sport World Rally Team    | M                   |
| 22                                 | Marijan Griebel     | Alexander Rath      | Citroën DS3 WRC       | Marijan Griebel             | M                   |
| Fuente: adac-rallye-deutschland.de |                     |                     |                       |                             |                     |

## Resultados

### Itinerario
| Día                  | Tramo | Nombre                  | Distancia | Ganador de la etapa | Coche                 | Tiempo  | Líder de la general |
| -------------------- | ----- | ----------------------- | --------- | ------------------- | --------------------- | ------- | ------------------- |
| Día 1 (16 de agosto) | SS1   | St. Wendel              | 2.04 km   | Ott Tänak           | Toyota Yaris WRC      | 2:11.2  | Ott Tänak           |
| Día 2 (17 de agosto) | SS2   | Stein und Wein 1        | 22.12 km  | Sébastien Ogier     | Ford Fiesta WRC       | 10:50.2 | Sébastien Ogier     |
| Día 2 (17 de agosto) | SS3   | Mittelmosel 1           | 22.00 km  | Ott Tänak           | Toyota Yaris WRC      | 12:25.2 | Ott Tänak           |
| Día 2 (17 de agosto) | SS4   | Wadern – Weiskichen 1   | 9.27 km   | Ott Tänak           | Toyota Yaris WRC      | 5:06.7  | Ott Tänak           |
| Día 2 (17 de agosto) | SS5   | Stein und Wein 2        | 19.44 km  | Ott Tänak           | Toyota Yaris WRC      | 11:03.2 | Ott Tänak           |
| Día 2 (17 de agosto) | SS6   | Mittelmosel 2           | 22.00 km  | Ott Tänak           | Toyota Yaris WRC      | 12:36.9 | Ott Tänak           |
| Día 2 (17 de agosto) | SS7   | Wadern – Weiskichen 2   | 9.27 km   | Ott Tänak           | Toyota Yaris WRC      | 5:07.5  | Ott Tänak           |
| Día 3 (18 de agosto) | SS8   | Arena Panzerplatte 1    | 9.43 km   | Jari-Matti Latvala  | Toyota Yaris WRC      | 5:26.4  | Ott Tänak           |
| Día 3 (18 de agosto) | SS9   | Panzerplatte 1          | 38.57 km  | Dani Sordo          | Hyundai i20 Coupe WRC | 21:55.7 | Ott Tänak           |
| Día 3 (18 de agosto) | SS10  | Freisen 1               | 14.78 km  | Esapekka Lappi      | Toyota Yaris WRC      | 8:28.4  | Ott Tänak           |
| Día 3 (18 de agosto) | SS11  | Römerstraße 1           | 12.28 km  | Craig Breen         | Citroën C3 WRC        | 6:03.3  | Ott Tänak           |
| Día 3 (18 de agosto) | SS12  | Arena Panzerplatte 2    | 9.43 km   | Dani Sordo          | Hyundai i20 Coupe WRC | 5:23.9  | Ott Tänak           |
| Día 3 (18 de agosto) | SS13  | Panzerplatte 2          | 38.57 km  | Dani Sordo          | Hyundai i20 Coupe WRC | 21:55.4 | Ott Tänak           |
| Día 3 (18 de agosto) | SS14  | Freisen 2               | 14.78 km  | Sébastien Ogier     | Ford Fiesta WRC       | 8:31.8  | Ott Tänak           |
| Día 3 (18 de agosto) | SS15  | Römerstraße 2           | 12.28 km  | Jari-Matti Latvala  | Toyota Yaris WRC      | 6:05.6  | Ott Tänak           |
| Día 4 (19 de agosto) | SS16  | Grafschaft 1            | 29.07 km  | Thierry Neuville    | Hyundai i20 Coupe WRC | 16:17.7 | Ott Tänak           |
| Día 4 (19 de agosto) | SS17  | Grafschaft 2            | 29.07 km  | Sébastien Ogier     | Ford Fiesta WRC       | 16:15.0 | Ott Tänak           |
| Día 4 (19 de agosto) | SS18  | Bosenberg (power stage) | 14.97 km  | Sébastien Ogier     | Ford Fiesta WRC       | 7:15.0  | Ott Tänak           |
| Fuente: wrc.com      |       |                         |           |                     |                       |         |                     |

### Power stage
El power stage fue una etapa de 14.97 km al final del rally. Se otorgaron puntos adicionales del Campeonato Mundial a los cinco más rápidos.